# Amblyseius paucisetis
Amblyseius paucisetis är en spindeldjursart som beskrevs av Wainstein 1983. Amblyseius paucisetis ingår i släktet Amblyseius och familjen Phytoseiidae. Inga underarter finns listade i Catalogue of Life.